# Sergej Alifirenko
Sergej Gennadijevič Alifirenko (rusky: Сергей Геннадьевич Алифиренко, * 21. ledna 1959, Kirovakan, dnešní Vanadzor, Arménie) je bývalý sovětský a ruský sportovní střelec specializující se na střelbu z rychlopalné pistole, ve které se stal olympijským vítězem z olympijských her 2000 v Sydney a držitelem bronzové medaile na olympijských hrách 2004 v Athénách.

## Životopis
Alifirenko začal se střelbou již v 11 letech, ale po čtrnácti letech musel střelbu z kulovnic kvůli administrativním změnám v kategorizaci sportovní střelby opustit. V té době vystudoval Vojenský institut tělesné kultury a začal pracovat jako trenér v Tbilisi. Jako příslušník ruské armády musel po nástupu Z. Gamzachurdii k moci Gruzii opustit a na příkaz velitelství skončil v Rostově na Donu. Ve volných chvílích rád boxoval.
Ke střeleckému sportu se vrátil v roce 1993, když mu byl přislíben armádní byt. V roce 1994 se stal členem ruské reprezentace a 1995 obdržel byl v Majkopu, kde dosud žije. Před olympijskými hrami v Pekingu 2008 neprošel dopingovým testem a 10. prosince 2008 ho správní rada ISSF rozhodla na dva roky diskvalifikovat za použití zakázaných beta-blokátorů (dexamethason), které díky nedbalosti lékařů používal k léčbě glaukomu. Alifiirenko je ženatý a má tři syny – Maxim studoval na Voroněžském institutu tělesné kultury a věnuje se kulovým zbraním, Alexander trénuje pod vedením svého otce a Vadim se věnuje informatice. Alexander (* 19. listopadu 1991) získal v roce 2011 v rychlopalné pistoli titul juniorského mistra světa a patří mezi desítku nejlepších střelců světa v této disciplíně. Jako příslušník armády je Alifirenko v současnosti již na penzi. Mezi jeho koníčky patří rybaření a kulečník.

## Alifirenko na olympijských hrách
Na Letních olympijských hrách v Sydney se konala 20. září 2000 kvalifikace, z níž postoupil Alifirenko do finálového střetnutí se sedmi soupeři z druhého místa s 587 body (série 293 a 294 body). Lepší byl jen Rumun Iulian Raicea se stejným počtem bodů, ale s lepším nástřelem v druhé sérii. Stejného počtu dosáhl i Švýcar Michel Ansermet na třetím místě. Výsledky z kvalifikace se do finále započítávaly, měření ale probíhalo přesněji, takže Alifirenko nastřílel 51.0 a 49.6 b., Ansermet 49.5 a 49.6 b. a Raicea 49.6 a 48.0 b. V tomto pořadí se také střelci rozdělili medaile.
O čtyři později na olympiádě v Athénách byl systém stejný, ale do finále postupovalo jen šest střelců. I tentokrát první tři střelci v kvalifikaci dosáhli stejného počtu bodů (592), Alifirenko byl tentokrát v druhé sérii nejúspěšnější, za ním skončil další Rus Sergej Poljakov a třetí Ralf Schumann z Německa. Ostatní střelci již byli prakticky bez šancí na medaile. Ve finále se již Alifirenkovi tolik nedařilo, olympijským vítězem se stal Schumann, Alifirenko získal bronzovou medaili.

## Další sportovní úspěchy
Alifirenko získal během své kariéry řadu dalších cenných kovů, především v rámci ruského národního mužstva – titul mistra světa ve velkorážné pistoli 1998 a tři stříbrné medaile – 1998 (velkorážná pistole) a 2006 (ve standardní a v rychlopalné pistoli), individuální bronz má z rychlopalné pistole 2006. Je mistrem Evropy z Bělehradu 2005 v rychlopalné pistoli a stříbrný v této disciplíně z roku 2007 (Granada).
V tomto článku byl použit překlad textu z článku Алифиренко, Сергей Геннадьевич na ruské Wikipedii.